# Re:animation
Re:animation（リ・アニメーション）は、株式会社リアニメーションが開催していたアニメソングなどのアニメやゲーム関連音楽およびテクノ・ハウスなどを中心としたダンスミュージックのDJイベントである。通称は「リアニ」。第12回は第1回からの東京都内ではなく山梨県上野原市の桂川河川敷にて開催された。
本稿では、企画・制作を担当していた株式会社リアニメーションについても記述する。

## 概要
2005年に『交響詩篇エウレカセブン』および『コードギアス 反逆のルルーシュ』のファンがmixiで参加者を募ったオフ会が発祥とされ、当初はDVD上映やカラオケで盛り上がった事をきっかけにエウレカセブンの楽曲や同作のモチーフとなった作品・楽曲を取り上げた音楽イベント「GEKKO NIGHT」を2006年2月に開催しテクノミュージックやハウスミュージック等も取り扱い以後5年間開催された。その後次第に参加者人数が増えて行くうちに、その中から「野外でもやりたい」という声がきっかけで、現在のイベントの原型が作られていった。
2010年に旧新宿コマ劇場前「歌舞伎町シネシティ広場」での野外DJイベントとして第1回を開催し、Ustreamでのライブ配信は8000を超える視聴総数を記録し配信視聴者が現地に足を運びTwitterで拡散され全世界に発信された。その後同跡地の再開発計画に伴い、2013年から2015年は舞台を中野駅前に移転した。
その後2016年は新宿歌舞伎町、2017年はお台場海浜公園と都内各地で開催されていたが、2020年東京オリンピック大会の開催に伴いお台場海浜公園など都内での開催が困難となったことから2018年に行われた第12回は山梨県上野原市での開催となった。
当初は入場無料で開催資金はクラウドファンディングを活用し調達し出資者には優先入場券・鑑賞エリアの提供や横断幕等のサービスを提供し運営側と参加者側の距離を近づける趣向と取り入れ、一方でアイドルマスターやヒゲドライバー等の人気アーティストの起用も行いメジャーコンテンツとの関係性も強めた。
地元行政と街組織と連携を取りながら発展的に継続的に開催されている、極めて異色のイベントとされた。
合同会社アクペリエンスは2017年7月3日に株式会社へ改組されたと同時に、株式会社リアニメーションへ商号変更。一時期株式会社SKIYAKIの連結子会社となっていたが、2019年1月に資本関係を解消している。2019年8月には本社を中野区から世田谷区へ移転した。
コロナウイルス感染拡大の影響でイベントが相次いで中止となったことに伴い株式会社リアニメーションは事業環境が悪化。「破産の準備に入っている」との噂を受け、Re:animation公式Twitterは2020年5月29日、株式会社リアニメーションが破産を視野に入れていることを認めた。株式会社リアニメーションは、2020年10月28日に東京地方裁判所から破産手続開始の決定を受けた。これにより、イベント自体も終了となった。
株式会社リアニメーションは、2021年4月19日に法人格が消滅した。

## 開催データ
| 回数   | 開催日                      | タイトル                                                | 会場                                                               | 主なゲスト |
| ------ | --------------------------- | ------------------------------------------------------- | ------------------------------------------------------------------ | --- |
| 第1回  | 2010年12月23日              | Re:animation - Rave in 新宿歌舞伎町 -                   | 新宿歌舞伎町シネシティ広場                                         | |
| 第2回  | 2011年7月17日               | Re:animation - Rave in 新宿歌舞伎町 - Vol.2             | 新宿歌舞伎町シネシティ広場                                         | |
| 第3回  | 2012年5月13日               | Re:animation - Rave in 新宿歌舞伎町 - Vol.3             | 新宿歌舞伎町シネシティ広場・新宿LOFT(2フロア)                      | TOBY／NIRGILIS／シェリル・ノーム（映像出演） |
| 第4回  | 2012年10月13日              | Re:animation - Rave in 新宿歌舞伎町 - Vol.4             | 新宿歌舞伎町シネシティ広場・新宿BLAZE(3フロア)                     | アイドルマスター／(若林直美・平田宏美・長谷川明子)／fu_mou／DJ SHIMAMURA／高田梢枝／DJシーザー |
| 第5回  | 2013年4月13日               | Re:animation5-Rave In NAKANO-                           | 中野駅北口暫定広場                                                 | NIRGILIS・吉田尚記 |
| SP     | 2013年9月8日                | アニソンレイブ in 歌舞伎町 - Re:animation 5.5 -         | 新宿歌舞伎町シネシティ広場                                         | |
| 第6回  | 2013年11月23日              | Re:animation6 - Rave in NAKANO なかのまちめぐり博覧会 - | 中野駅北口暫定広場                                                 | ヒゲドライバー／AJURIKA(遠山明孝) |
| SP     | 2014年1月26日               | Re:animation NEW YEAR PARTY 2014 in 東京ジョイポリス    | 東京ジョイポリス                                                   | snzk00A1(園崎未恵)／DJ SHIMAMURA |
| SP     | 2014年6月22日               | リアニポリス                                            | 東京ジョイポリス                                                   | moonbug／MOSAIC.WAV |
| SP     | 2014年8月3日                | EXIT TUNES ACADEMY Re:animationステージ                 | さいたまスーパーアリーナ けやき広場                                | |
| 第7回  | 2014年11月23日              | Re:animation 7 ‐Rave in NAKANO‐                         | 中野駅北口暫定広場                                                 | PAGE／上坂すみれ／AJURIKA(遠山明孝)／高田梢枝 |
| SP     | 2015年3月28日・29日         | Re:animation Special in HAF                             | 羽田空港国際線ターミナル TIAT SKY HALL                             | Yun*chi／DJ WILDPARTY／bamboo(milktub)／snzk00A1(園崎未恵)／分島花音／清水愛／DJシーザー |
| 第8回  | 2015年11月1日               | Re:animation 8 -Rave In NAKANO-                         | 中野区役所前庭 特設イベントスペース・中野サンプラザ前広場(2フロア) | Conures(Nobuyuki Tokunaga) feat.木村弓／おもしろ三国志／TRUE／分島花音／はちきんガールズ |
| 第9回  | 2016年7月10日               | Re:animation 9 -Rave In 新宿歌舞伎町-                   | 新宿歌舞伎町シネシティ広場・新宿BLAZE(3フロア)                     | HIROSHI WATANABE a.k.a.KAITO／YAMATO／MYTH & ROID／OxT／backdrops／彩羽真矢 |
| SP     | 2017年1月22日               | Re:animation Ex-tream 01                                | 代官山Space Odd                                                    | TeddyLoid／遠藤ゆりか／吉田尚記／Mura／Kazuma Kawahara／DJ MarGenal |
| SP     | 2017年4月15日               | Re:animation Ex-tream 02                                | 代官山Space Odd                                                    | 緒方恵美／松下／ギニュ～特戦隊／Mura／onion |
| 第10回 | 2017年7月1日・2日           | Re:animation 10 -Rave In 潮風公園-                      | お台場 潮風公園 太陽の広場(3フロア)                                | bamboo(milktub)／春奈るな／RAB(リアルアキバボーイズ)／アース・スター ドリーム／ライブレボルト／ロボライブ！／Faylan／櫻川めぐ／荒浪和沙／平山笑美／近藤玲奈／SCREEN mode／ORESAMA／大島はるな／ハセガワダイスケ／アニソンディスコ／佐々木李子／elfin'／東城陽奏／DJシーザー |
| SP     | 2017年7月23日               | Re:animation Ex-tream 03                                | TSUTAYA IKEBUKURO AKビル店                                         | kiyyacLeChat／ドラゴンとムラトミ from RAB（リアルアキバボーイズ）／COSdoll（東城咲耶子・彩白雪乃・水上奈央）／Blacklolita |
| 第11回 | 2017年11月22日・23日        | Re:animation 11 -新木場ageHa-                           | 新木場STUDIO COAST                                                 | |
| 第12回 | 2018年7月14日・15日         | Re:animation 12 in Uenohara                             | 山梨県上野原市桂川（相模川）新田地区近隣公園特設会場               | |
| 第13回 | 2019年1月12日・13日         | Re:animation 13 -新木場ageHa-                           | 新木場STUDIO COAST                                                 | ミライアカリ／ロボ子さん／吉七味。／後藤王様／銀星／すみれおじさん |
| SP     | 2019年5月3日                | Re:animation Special in 肉フェス TOKYO 2019             | お台場特設会場（お台場青海地区P区画）                              | 松澤由美／Kus Kus／スーパーリアル麻雀P8公式アイドルユニット／上月せれな／すみれおじさん |
| SP     | 2019年10月19日・20日        | Re:animation Special in 仙台アニメフェス                | 夢メッセみやぎ                                                     | Pile／Run Girls, Run!／DJ高木美佑／DJシーザー |
| 第14回 | 2020年3月28日・29日（予定） | Re:animation 14 in Uenohara                             | 山梨県上野原市桂川（相模川）新田地区近隣公園特設会場               | 開催中止 |